# Giardini del maniero d'Eyrignac
I giardini del maniero d'Eyrignac si trovano a Salignac-Eyvigues, nel Périgord (Francia). Insigniti nel 2005 del marchio di Jardin remarquable («giardino notevole»), sono inclusi dal 1986 nell'elenco supplementare dei monumenti storici del XVII e XVIII secolo. Sono nei pressi delle grotte di Lascaux e di Sarlat-la-Canéda.

## Storia

### XVIII secolo
L'esistenza di un castelletto nelle terre d'Eyrignac è attestata dall'alto medioevo. Esso fu poi distrutto nella vicenda della Fronda dei principi. L'allora proprietario di Eyrignac Antoine de Costes de La Calprenède, consigliere del tribunale di Sarlat, era rimasto fedele al giovane Luigi XIV e in rappresaglia le truppe del Grand Condé saccheggiarono il castello. Nel 1653, nel luogo dove sorgeva l'edificio medievale fu costruito un maniero.
Il primo parco sorse nel XVIII secolo, quando un pronipote di Antoine, Louis-Antoine Gabriel de la Calprenède, sorvegliante generale per i banchi e le zecche di Francia sotto Luigi XV, commissionò il progetto di un giardino alla francese ispirato ai giardini delle ville d'Italia.

### XIX secolo
Nell'Ottocento, i giardini alla francese cedettero a favore del tipo all'inglese: quelli di Eyrignac non sfuggirono alla nuova tendenza e si videro completamente rimaneggiati.

### XX secolo
Fu un discendente di La Calprenède, Gilles Sermadiras, che negli anni 1960 decise infine di abbandonare il giardino all'inglese per ridar vita al giardino francese d'Eyrignac, convinto che una forma geometrica si sarebbe meglio armonizzata con l'architettura del maniero. Ordinò quindi la stesura di diversi progetti a vari architetti paesaggisti, ma non ne fu soddisfatto. Così intraprese egli stesso il rimaneggiamento del parco, cercando sul terreno le tracce dell'antico giardino (muretti, scale, vasche) e disegnandolo di persona, finché, con l'aiuto del figlio Gilles, portò a compimento il suo progetto di giardino ornamentale.
Il giardino fu aperto al pubblico nel 1987.

## Stile
In fatto di stile predomina il giardino alla francese, attenuato da reminiscenze dei giardini italiani rinascimentali e dallo sviluppo di spazi dal carattere campestre in periferia. La specificità delle forme dei giardini d'Eyrignac è nelle volumetrie delle piante topiarie: sfera, cilindro, piramide, voluta, parallelepipedo, che nell'insieme compongono sculture vegetali, stanze, ricami di bosso, un parterre alla francese; varietà di forme armonizzata con le linee architettoniche del maniero e con il paesaggio circostante. Il giardino espone circa 300 forme topiarie e 50 000 piante di tasso, bosso e carpino. Queste piante e il cipresso gli conferiscono un carattere sempreverde, messo in risalto da rosai bianchi e dal rosso degli elementi decorativi.

## Dettagli
Colonna vertebrale del giardino è l'Allée des Charmes, che si sviluppa per 100 in direzione est-ovest e, con il viale nord-sud composta in successione dal cortile del maniero e dal parterre francese è uno dei due assi principali del parco.Deve il nome alle 20 coppie di carpini che la compongono. Altro viale è l'Allée des Vases, dedicata ai vasi fiorentini in cui sono invasati tassi potati a sfera.

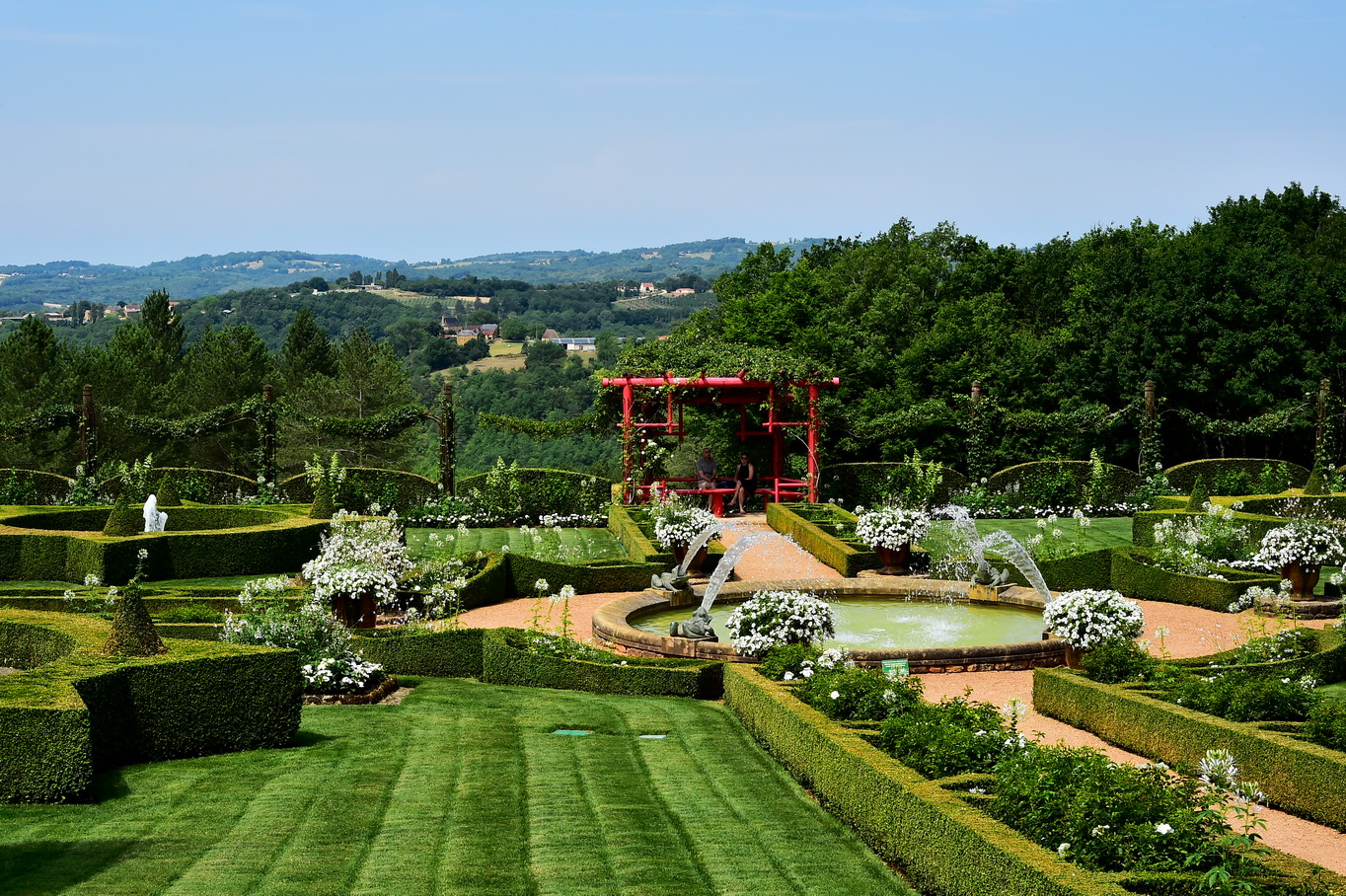
Giardino bianco

I giardini sono adornati di vari elementi architettonici d'ispirazione asiatica laccati in rosso, tra i quali la pagoda cinese, all'estremità dell'Allée des Charmes.
Il giardino francese è un parterre di bosso lungo l'asse che conduce al maniero: si compone di un arabesco di bossi e, in linea con i principi ispiratori del giardino alla francese, se ne apprezza il disegno dal piano nobile della dimora. La piscina del vivaio, contornata da portici vegetali, richiama i giardini italiani rinascimentali come il giardino di villa d'Este.
L'ultimo progetto sviluppato da Gilles Sermadiras è il giardino bianco, che si distingue dalle precedenti creazioni per essere collocato leggermente a margine, nello spirito dei giardini segreti rinascimentali. La sua struttura è di giardino regolare: due viali ortogonali vi disegnano quattro parterre, ognuno dei quali delimitato da un doppio bordo di bossi dai fiori bianchi. Al centro si collocano quattro fontane, circondate da un ricamo di bosso a forma di stella. La fontana principale si trova all'incrocio dei viali ed è ornata da quattro rane sputaacqua fuse sul modello di quelle della piscina di Latona a Versailles.
Creazione più recente è l'orto (Potager), di modeste dimensioni, piantato di legumi e fiori e concepito al tempo stesso come giardino produttivo e ornamentale.
Si ricorda infine il giardino floreale, in contrasto di colore con il giardino francese dominato dal verde.